# 서이안
서이안(1991년 1월 12일 ~ )은 대한민국의 배우이다.

## 학력
- 명지전문대학 연극영상학과 (휴학)

## 생애
2010년 연극배우 첫 데뷔한 배우이다.

## 출연작

### 드라마
- 2012년 MBC TV 월화시트콤 《엄마가 뭐길래》 ... 박지혜 역
- 2012년 KBS 2TV 단막극 《KBS 드라마 스페셜 - 유리감옥》 ... 미정 역
- 2013년 MBC TV 특별기획 《구암 허준》 ... 인목왕후 역
- 2014년 KBS 1TV 대하드라마 《정도전》 ... 근비 이씨 역
- 2014년 MBC TV 주말 특별기획 《호텔킹》 ... 이다배 역
- 2014년 MBC TV 단막극 《드라마 페스티벌 - 원녀일기》 ... 춘향 역
- 2014년~2015년 OCN 일요드라마 《닥터 프로스트》 ... 박인영 역 (특별출연)
- 2015년 MBC TV 수목드라마 《킬미힐미》 ... 차도현의 맞선녀 역
- 2015년 MBC TV 수목드라마 《맨도롱 또똣》 ... 목지원 역
- 2015년 OCN 일요드라마 《귀신 보는 형사 처용 2》 ... 윤세아 역
- 2015년 KBS 1TV 일일연속극 《우리집 꿀단지》 ... 최아란 역
- 2017년 tvN 토일드라마 《변혁의 사랑》 ... 홍채리 역
- 2019년 KBS 2TV 월화드라마 《조선로코 녹두전》 ... 김과부 역
- 2019년 KBS 2TV 수목드라마 《99억의 여자》 ... 진 역

### 영화
- 2012년 《자칼이 온다》 ... 유영선 역
- 2017년 《조작된 도시》 ... 소현정 역

### 뮤직비디오
- 2015년 씨엔블루 2집 '신데렐라'

### 광고
- 2014년 천연화장품 황후연
- 2015년 던킨도너츠 던도파바베라